# دوس بیگالو: ژیگولوی مرد
دوس بیگالو: ژیگولوی مرد (انگلیسی: Deuce Bigalow: Male Gigolo) فیلمی در ژانر کمدی، اسلپ‌استیک، و سکس کمدی به کارگردانی مایک میچل است که در سال ۱۹۹۹ منتشر شد.

## بازیگران
- ویلیام فورسایت
- ادی گریفن
- آریجا باریکیس
- آدام سندلر
- راب اشنایدر
- اودد فهر
- ریچارد ریلی
- ایمی پولر
- آلن کاورت
- بری ترنر
- گیل اوگریدی
- ژاکلین ابرادورز
- نرم مک‌دانلد
- گابریل تیوت